# Asociace online vydavatelů
Asociace online vydavatelů (dále AOV) je spolek zaregistrovaný v roce 2021. Základní agendou Asociace je lobbing u orgánů ČR a EU ve prospěch nezávislých medií a to ve formě finanční podpory a zachování svobody slova. Další části agendy se týkají diskuse s technologickými platformami o pravidlech šíření vydavatelského obsahu a omezování reklamy vydavatelů.

## Historie
AOV byla založena v květnu 2021.  Zakladateli nového spolku se stali vydavatel regionálních webů Drbna.cz Libor Matoušek, ředitel webu Hlídací pes Ondřej Neumann a vydavatel měsíčníku Reportér Robert Čásenský. Matoušek se stal předsedou asociace, Neumann místopředsedou a Lucie Sýkorová, která působí v neziskové organizaci Evropské středisko pro svobodu tisku a médií, založené v Německu v roce 2015, se stala místopředsedkyní.
V lednu 2024 bylo založeno sdružení, které bude vydavatele zastupovat vůči velkým online platformám. Cílem kolektivního Správce licenčních práv vydavatelů (SLPV) je hájit práva vydavatelů vůči uživatelům jejich obsahu, tedy mimo jiné zajistit, aby technologické platformy, vyhledávače, sociální sítě a služby monitoringu tisku platily za využití obsahu.
V březnu 2024 se novými členy představenstva stali Lenka Černá, ředitelka vydavatelství Economia, a Ondřej Ježek z FTV Prima.

## Členové AOV
Členy Asociace online vydavatelů jsou
- Česká tisková kancelář (ČTK)
- FTV Prima
- Economia
- BurdaMedia Extra
- Extra Online Media
- Echo24
- Deník N
- Drbna
- FORUM 24
- Internet Info
- Reportér magazín
- Hlídací pes
- INFO.CZ
- NextPage media
- Inregion
- abcMedia
- EURACTIV.cz
- Ekonews
- Krajské listy
- i60
- E-DENÍKY
- Barbar
- Magazín BUDLive
- ČESKÝ INTERNET
- Studentské listy